# Fatih Yılmaz (Fußballspieler, März 1989)
Fatih Yılmaz (* 5. März 1989 in Hannover) ist ein ehemaliger deutsch-türkischer Fußballspieler.

## Karriere
Yılmaz begann seine Karriere in seiner Heimatstadt für den VfB Hannover-Wülfel und im Jahr 2005 wechselte er in die Jugendmannschaft von Hannover 96. Er spielte für Hannover 96 zwischen 2005 und 2007 und unterzeichnete dann im Sommer des letzteren Jahres bei Eintracht Braunschweig. Am 30. August 2008, dem 5. Spieltag, kam er bei der 0:4-Auswärtsniederlage gegen den VfB Stuttgart II zu seinem Profidebüt, als er in der 68. Spielminute für Deniz Dogan eingewechselt wurde. Im Mai 2010 wurde bestätigt, dass sein Vertrag nicht verlängert werden würde und er verließ den Club am 30. Juni 2010.
Im Januar 2011 unterzeichnete er einen Vertrag bei Süper-Lig-Verein Manisaspor. Doch nach nur wenigen Monaten kehrte er nach Deutschland zurück und unterschrieb einen Vertrag bei Eintracht Nordhorn. Im Winter 2012 wechselte er zum SV Wilhelmshaven. Nach zwei kurzen Gastspielen beim FK Etar Weliko Tarnowo in Bulgarien und bei Denizlispor in der Türkei im Jahr 2013 unterschrieb er im Jahr 2015 einen Vertrag beim FSV Optik Rathenow. Dort zog er sich in einem Vorbereitungsspiel einen Kreuzbandriss zu und beendete daraufhin seine Karriere.